# Stefania Świerzy
Stefania Maria Świerzy, po mężu Moroń (ur. 19 czerwca 1934 w Nowym Bytomiu, zm. 11 czerwca 2020) – polska gimnastyczka, olimpijka z Helsinek 1952.
Wielokrotna mistrzyni Polski w:
- wieloboju – w latach 1952,1954
- ćwiczeniach wolnych – w latach 1952,1958
- ćwiczeniach na poręczach – w latach 1952,1954
- skoku przez konia – w latach 1952,1954
- ćwiczeniach na równoważni – w roku 1953

Była również srebrną (1953) i brązową (1955) medalistką mistrzostw Polski w wieloboju indywidualnym.
Dwukrotna uczestniczka mistrzostw świata:
- w 1954 roku w Rzymie, gdzie zajęła 6. miejsce w wieloboju drużynowym i 20 miejsce w indywidualnym
- w 1958 roku w Moskwie, gdzie zajęła 8. miejsce w wieloboju drużynowym i 40 miejsce w indywidualnym

Na igrzyskach olimpijskich w 1952 roku zajęła:
- 8. miejsce w wieloboju drużynowym
- 27. miejsce w wieloboju indywidualnym
- 18. miejsce w skoku przez konia
- 22. miejsce w ćwiczeniach wolnych
- 36. miejsce w ćwiczeniach na równoważni
- 61. miejsce w ćwiczeniach na poręczach